# Cầu vồng

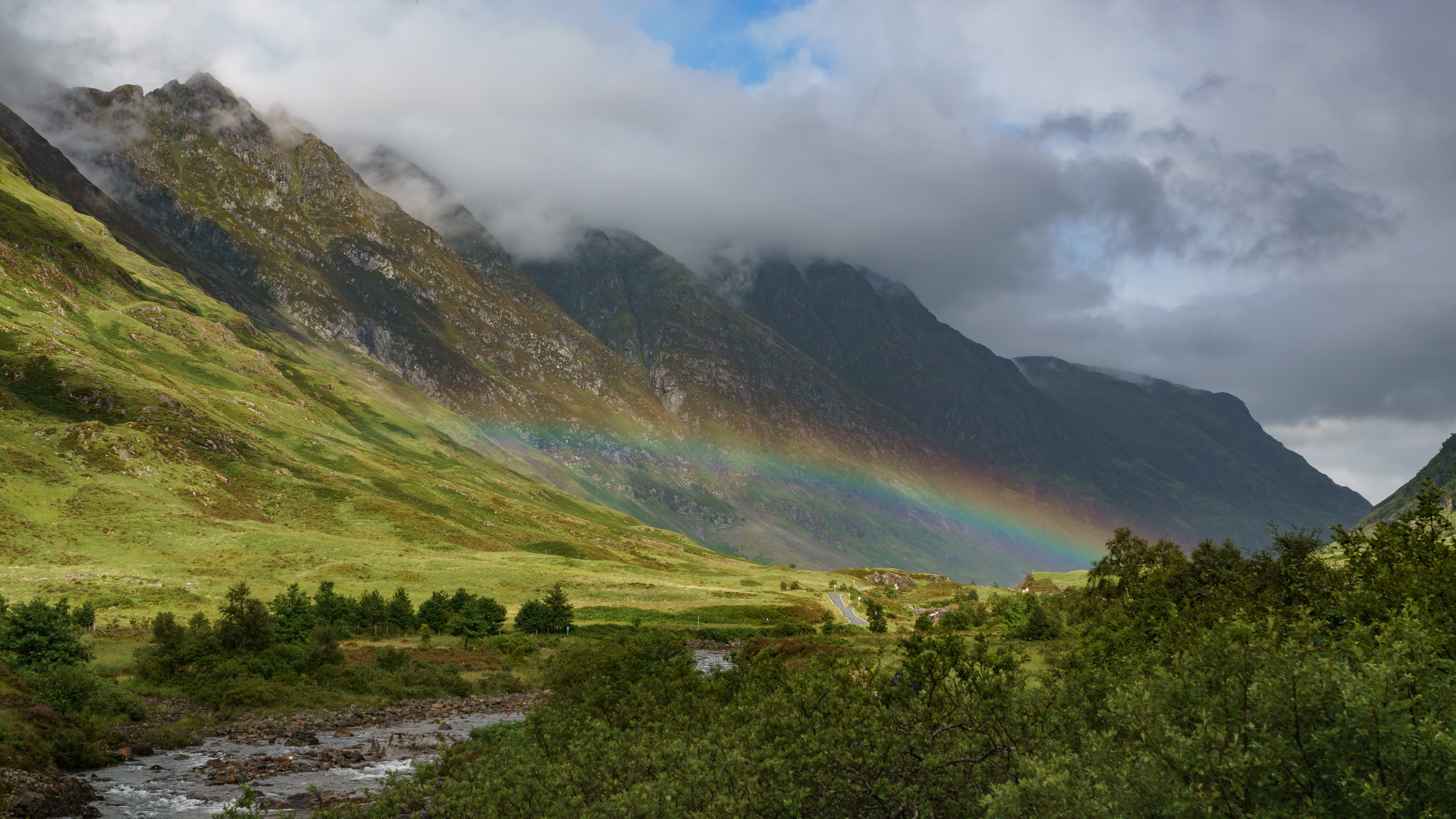
Cầu vồng

Cầu vồng, mống, quang phổ hay rainbow là hiện tượng tán sắc của ánh sáng từ Mặt Trời khi khúc xạ và phản xạ qua các giọt nước mưa.
Ở nhiều nền văn hóa khác nhau, cầu vồng xuất hiện được coi là mang đến điềm lành cho nhân thế.

Tùy vào số lần phản xạ mà người ta phân ra làm cầu vồng bậc 1, bậc 2... Trong đó cầu vồng bậc 1 là rõ nhất (chỉ có 1 lần phản xạ nên năng lượng sáng mạnh nhất). Thường cầu vồng nhìn thấy là cầu vồng bậc 1. Tuy nhiên đôi khi ta còn quan sát thêm được cầu vồng bậc 2 mà trật tự màu sắc lại ngược lại với cầu vồng bậc 1 và cường độ sáng yếu hơn. Cầu vồng bậc 2 chỉ xảy ra khi các tia sáng bị khúc xạ hai lần. Giữa các cầu vồng tồn tại khoảng đai vòng tối gọi là dải Alexander.

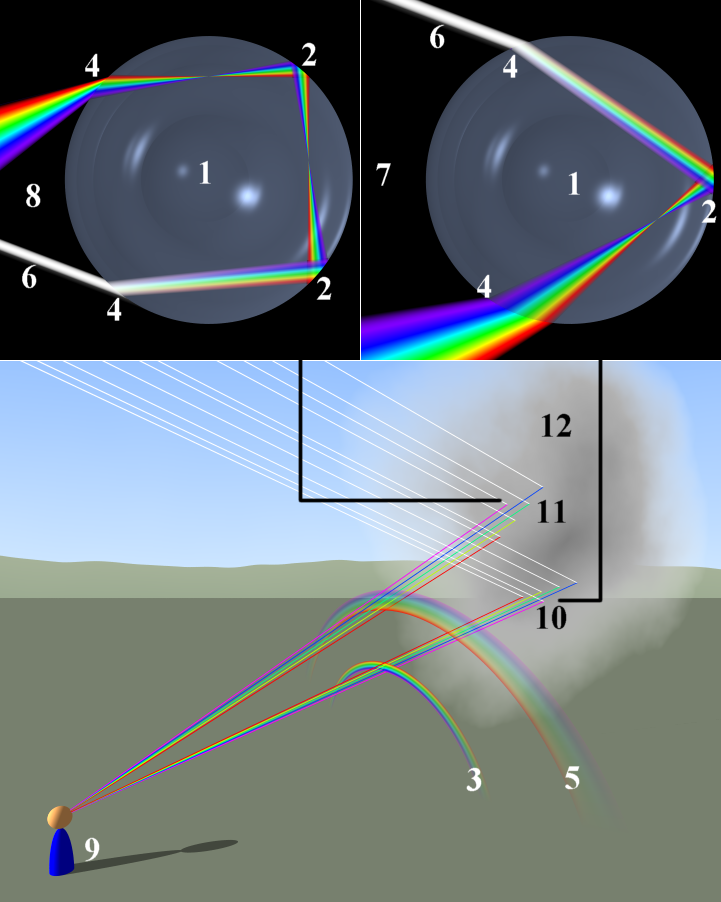
Sơ đồ giải thích hiện tượng cầu vồng

Trái Đất có độ cong nên chỉ có thể thấy được một nửa cầu vồng, và tập trung vào một đường thẳng từ Mặt Trời đến mắt của người quan sát. Chỉ khi nào quan sát bằng vệ tinh hay tàu vũ trụ mới quan sát được một vòng cầu vồng hoàn chỉnh.
Do cầu vồng được nhìn bởi cùng 1 góc (gần 42 độ với cầu vồng bậc 1 và 53 độ với cầu vồng bậc 2), là góc mà cường độ sáng của tất cả các tia mặt trời qua các giọt nước là đạt cực đại, nên cầu vồng có dạng một cung tròn.

## Tổng quan
Cầu vồng không nằm ở một khoảng cách cụ thể từ người quan sát, mà đến từ ảo ảnh quang học gây ra bởi bất kỳ một giọt nước nào nhìn từ một góc độ nhất định so với nguồn sáng. Do đó, cầu vồng không phải là một vật thể và không thể tiếp cận về mặt vật lý. Thật vậy, người quan sát không thể nhìn thấy cầu vồng từ những giọt nước ở bất kỳ góc độ nào ngoài góc thông thường là 42 độ so với hướng đối diện với nguồn sáng. Ngay cả khi một người quan sát nhìn thấy một người quan sát khác có vẻ "ở dưới" hoặc "ở cuối" cầu vồng, thì người quan sát thứ hai sẽ nhìn thấy một cầu vồng khác xa hơn ở góc độ góc nhìn của người quan sát thứ nhất.

Cầu vồng trải dài một dải màu liên tục. Bất kỳ dải màu riêng biệt nào được nhận thấy là một vật phẩm của tầm nhìn màu sắc của con người, và không có dải màu nào được nhìn thấy trong một bức ảnh đen trắng của cầu vồng, chỉ có sự tăng dần cường độ đến mức tối đa, sau đó mờ dần về phía bên kia. Đối với màu sắc được mắt người nhìn thấy, trình tự được trích dẫn và ghi nhớ nhiều nhất là bảy màu đỏ, cam, vàng, xanh lá cây, xanh lam, chàm, tím.

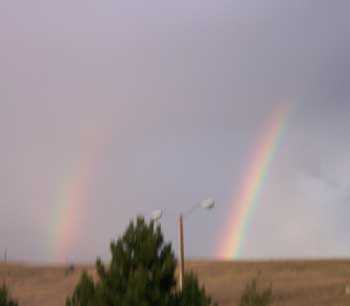
Cầu vồng bậc 1 (nhìn rõ hơn) và cầu vồng bậc 2

Cầu vồng có thể được gây ra bởi nhiều dạng nước trong không khí. Chúng bao gồm không chỉ mưa, mà còn có sương, phun và sương trong không khí.

## Giải thích

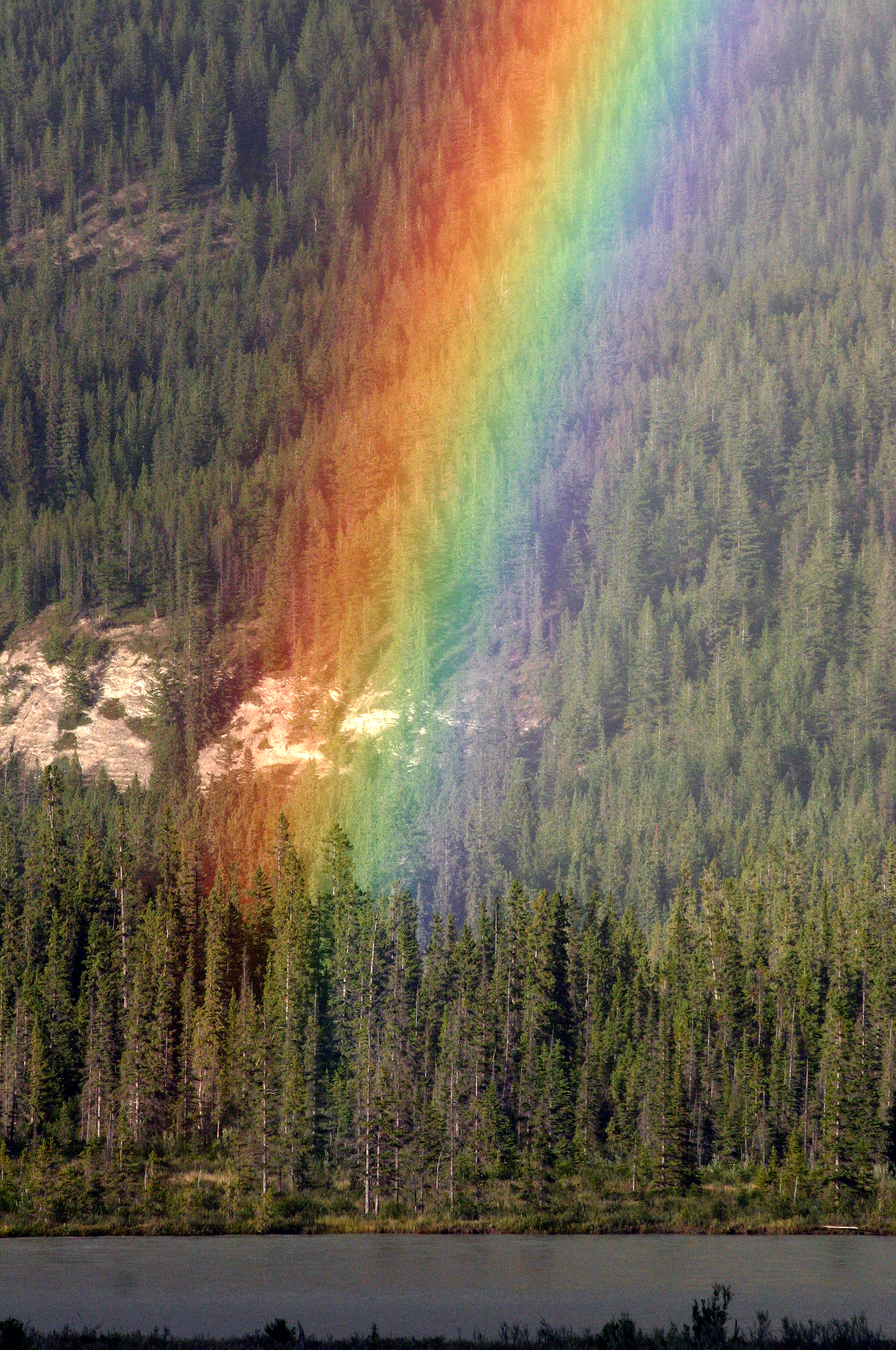
Hình ảnh về điểm kết thúc của cầu vồng tại Vườn quốc gia Jasper

Khi ánh sáng Mặt Trời gặp hạt mưa, một phần ánh sáng bị phản xạ và phần còn lại đi vào hạt mưa. Ánh sáng bị khúc xạ ở bề mặt của hạt mưa. Khi ánh sáng này chiếu vào mặt sau của hạt mưa, một số ánh sáng bị phản xạ khỏi mặt sau. Khi ánh sáng phản xạ bên trong chạm tới bề mặt một lần nữa, một lần nữa một số bị phản xạ bên trong và một số bị khúc xạ khi nó thoát ra (Ánh sáng phản xạ từ giọt nước, thoát ra từ phía sau hoặc tiếp tục phản xạ xung quanh bên trong giọt nước sau lần chạm thứ hai với bề mặt, không liên quan đến sự hình thành của cầu vồng chính). Hiệu ứng tổng thể là một phần của ánh sáng tới được phản xạ trở lại trong phạm vi từ 0° đến 42°, với ánh sáng mạnh nhất ở 42°. Góc này không phụ thuộc vào kích thước của giọt, nhưng phụ thuộc vào chỉ số khúc xạ của nó. Nước biển có chỉ số khúc xạ cao hơn nước mưa, vì vậy bán kính của "cầu vồng" trong phun nước biển nhỏ hơn cầu vồng thường. Điều này có thể nhìn thấy bằng mắt thường bằng cách sắp xếp sai các cung này.
Lý do ánh sáng mạnh nhất ở khoảng 42° là vì đây là một bước ngoặt - ánh sáng chiếu vào vòng ngoài cùng của giọt được trả lại ở mức dưới 42°, cũng như ánh sáng chiếu vào điểm rơi gần trung tâm của nó. Có một dải ánh sáng tròn mà tất cả được trả lại ngay khoảng 42°. Nếu mặt trời là tia laser phát ra ánh sáng song song, các tia đơn sắc, thì độ chói (độ sáng) của cung sẽ có xu hướng vô cực ở góc này (bỏ qua các hiệu ứng giao thoa). Nhưng vì độ chói của mặt trời là hữu hạn và các tia của nó không song song (nó bao phủ khoảng nửa độ của bầu trời) độ chói không đi đến vô tận. Hơn nữa, lượng ánh sáng bị khúc xạ phụ thuộc vào bước sóng của nó và do đó màu sắc của nó. Hiệu ứng này được gọi là khuếch tán. Ánh sáng xanh (bước sóng ngắn hơn) bị khúc xạ ở góc lớn hơn ánh sáng đỏ, nhưng do sự phản xạ của các tia sáng từ mặt sau của giọt nước, ánh sáng xanh phát ra từ giọt nước ở góc nhỏ hơn so với tia sáng trắng ban đầu đèn đỏ. Do góc này, màu xanh được nhìn thấy ở bên trong vòng cung của cầu vồng chính và màu đỏ ở bên ngoài. Kết quả của việc này không chỉ là đưa ra các màu sắc khác nhau cho các phần khác nhau của cầu vồng, mà còn làm giảm độ sáng. (Một "cầu vồng" được hình thành bởi các giọt chất lỏng không có sự khuếch tán sẽ có màu trắng, nhưng sáng hơn cầu vồng bình thường).
Ánh sáng ở mặt sau của hạt mưa không trải qua sự phản xạ toàn phần và một số ánh sáng phát ra từ phía sau. Tuy nhiên, ánh sáng phát ra từ phía sau hạt mưa không tạo ra cầu vồng giữa người quan sát và mặt trời vì quang phổ phát ra từ phía sau hạt mưa không có cường độ tối đa, như những cầu vồng nhìn thấy khác, và do đó, màu sắc hòa trộn cùng nhau hơn là tạo thành cầu vồng.
Cầu vồng không tồn tại ở một địa điểm cụ thể. Nhiều cầu vồng tồn tại; tuy nhiên, chỉ có thể nhìn thấy một người tùy thuộc vào quan điểm của người quan sát cụ thể là những giọt ánh sáng được chiếu sáng bởi mặt trời. Tất cả các hạt mưa khúc xạ và phản xạ ánh sáng mặt trời theo cùng một cách, nhưng chỉ có ánh sáng từ một số hạt mưa lọt vào mắt người quan sát. Ánh sáng này là thứ tạo nên cầu vồng cho người quan sát đó. Toàn bộ hệ thống được cấu tạo bởi các tia mặt trời, đầu của người quan sát và giọt nước (hình cầu) có sự đối xứng trục quanh trục qua đầu của người quan sát và song song với tia của mặt trời. Cầu vồng bị cong vì tập hợp tất cả các hạt mưa có góc vuông giữa người quan sát, giọt nước và mặt trời, nằm trên một hình nón chỉ vào mặt trời với người quan sát ở đầu. Đế của hình nón tạo thành một vòng tròn ở góc 40 góc 42 ° so với đường giữa đầu của người quan sát và bóng của họ nhưng 50% hoặc hơn vòng tròn nằm dưới đường chân trời, trừ khi người quan sát đủ xa trên bề mặt Trái Đất xem tất cả, ví dụ trong một chiếc máy bay (xem ở trên). Ngoài ra, một người quan sát với điểm thuận lợi bên phải có thể nhìn thấy vòng tròn đầy đủ trong một đài phun nước hoặc thác nước.

### Chứng minh từ toán học
Chúng ta có thể xác định góc nhận biết mà cầu vồng phụ thuộc như sau.
Đưa ra một hạt mưa hình cầu và xác định góc cảm nhận của cầu vồng là 2φ , và góc phản xạ bên trong là 2β , sau đó góc tới của tia sáng mặt trời đối với bề mặt bình thường của giọt nước là 2β  -  φ . Vì góc khúc xạ là  β , Định luật Snell cho chúng ta
sin (2β  -  φ ) =  n  sin  β ,
trong đó  n  = 1.333 là chiết suất của nước. Giải quyết  φ , chúng ta nhận được
  = 2β  - arcsin ( n  sin  β ).
Cầu vồng sẽ xảy ra trong đó góc  φ  là tối đa đối với góc  β . Do đó, từ tính toán, chúng ta có thể đặt  dφ  /  dβ  = 0 và giải cho  β , mang lại
{\displaystyle \beta _{\text{max}}=\cos ^{-1}\left({\frac {2{\sqrt {-1+n^{2}}}}{{\sqrt {3}}n}}\right)\thickapprox 40.2^{0}}
Thay vào phương trình trước đó cho  φ  mang lại 2φ   max  ≈ 42 ° là góc bán kính của cầu vồng.

## Các màu sắc
Cầu vồng có rất nhiều màu sắc, trong đó có 7 màu nổi bật là đỏ, da cam, vàng, lục, lam, chàm, tím. Các bức xạ hồng ngoại và tử ngoại nằm ngoài vùng ánh sáng nhìn thấy của mắt người, nên không hiển diện. Bình thường, cầu vồng có rất nhiều màu với các sắc độ khác nhau.
Màu sắc của chúng có thể được minh hoạ như sau:
| Đỏ | Cam | Vàng | Lục | Lam | Chàm | Tím |
|    |     |      |     |     |      |     |